# Carburo de hafnio
El carburo de hafnio (HfC) es un compuesto químico de hafnio y carbono. Anteriormente se estimaba que el material tenía un punto de fusión de unos 3.900 °C.Pruebas más recientes han podido demostrar de forma concluyente que la sustancia tiene un punto de fusión aún más alto, de 3.958 °C, que supera los del carburo de tantalio y el carburo de tantalio y hafnio, que anteriormente se estimaban superiores. Sin embargo, tiene una baja resistencia a la oxidación, que comienza a temperaturas tan bajas como 430 °C.Pruebas experimentales realizadas en 2018 confirmaron el punto de fusión más alto arrojando un resultado de 3.982 (±30 °C) con una pequeña posibilidad de que el punto de fusión pueda incluso superar los 4.000 °C.
Las simulaciones atomísticas realizadas en 2015 predijeron que un material Hf-C-N podría tener un punto de fusión superior incluso al del carburo de hafnio.Pruebas experimentales más recientes recogidas en 2020 confirmaron que el carbonitruro de hafnio tenía efectivamente un punto de fusión superior que superaba los 4.000 °C.
El carburo de hafnio suele ser deficiente en carbono, por lo que su composición suele expresarse como HfCx (x = 0,5 a 1,0). Tiene una estructura cristalina cúbica (sal gema) en cualquier valor de x.
El polvo de carburo de hafnio se obtiene mediante la reducción del óxido de hafnio(IV) con carbono entre 1.800 y 2.000 °C. Se requiere un largo tiempo de procesamiento para eliminar todo el oxígeno. Alternativamente, se pueden obtener recubrimientos de HfC de gran pureza mediante deposición química de vapor a partir de una mezcla gaseosa de metano, hidrógeno y cloruro de hafnio(IV) vaporizado.
Debido a la complejidad técnica y al elevado coste de la síntesis, el HfC tiene un uso muy limitado, a pesar de sus propiedades favorables, como su elevada dureza (superior a 9 Mohs) y su punto de fusión.
Las propiedades magnéticas del HfCx cambian de paramagnéticas para x ≤ 0,8 a diamagnéticas a x mayores. Se observa un comportamiento inverso (transición dia-paramagnética al aumentar x) para el TaCx, a pesar de tener la misma estructura cristalina que el HfCx.